# Ján Žambokréty
Ján Žambokréty, nebo také Žambokrethy (nejspíše 1680 Zemianske Lískové, Rakousko - 1748 Malé Žabokreky, Rakousko) byl hospodářský úředník a autor historického deníku.

## Život
Pocházel ze staré slovenské zemanské rodiny z Malých Žabokrek (v roce 1913 se spojily se Zemianským Lískovým). Působil jako úředník na panství Ilešháziů v Dubnici. Střídavě se zúčastnil bojů ve Velké turecké válce na straně císařských a kuruckých vojsk na středním Pováží. Nejednou se skrýval před znepřátelenými stranami.
Zúčastnil se rákociovských sněmů v Sečanech a Onodě. Události své doby zaznamenal jako přímý účastník v latinsko-slovenském deníku pod názvem Revolution Rakoczianae kuruckých válka dictae diarium (zůstal jako rukopis). Práce je cenným historickým pramenem k dějinám protihabsburského stavovského povstání Františka II. Rákociho.